# Oscar Griswold

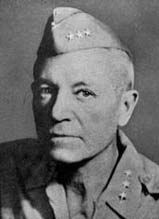
Oscar Griswold

Oscar Woolverton Griswold (* 22. Oktober 1886 in Ruby Valley; † 28. September 1959 in Colorado Springs) war ein US-amerikanischer General, der während des Zweiten Weltkrieges als Korpsführer im Südwestpazifik bekannt wurde.

## Leben

### Frühe Militärkarriere
Griswold wurde 1886 in Elko County im Bundesstaat Nevada geboren. Er besuchte 1905 die University of Nevada, Reno, wechselte 1906 in die Militärakademie von Westpoint über, wo er 1910 als Leutnant abschloss. Während des Ersten Weltkrieges war er von 1914 bis 1917 nach China abkommandiert und diente 1918 beim American Expeditionary Forces in Nordfrankreich. Als Major bei der 84th Infantry Division nahm er an der Maas-Argonnen-Offensive teil und stand 1918 bis 1919 als Oberstleutnant bei der amerikanischen Besatzung in Deutschland. Von 1921 bis 1924 studierte er an der Militärakademie, absolvierte ab 1925 das United States Army War College in Carlisle, das er 1929 als 189. einer Klasse von 258. Studierenden abschloss. Von 1929 bis 1931 war er im Generalstab des Kriegsministerium tätig. Zwischen 1932 und 1936 war er Mitglied des Vorstandes des Amtes für Infanteriewesen, anschließend war er bis 1939 Leiter dieser Sektion.

### Zweiter Weltkrieg
Im September 1939 erhielt er das Kommando über das 29. Infanterie-Regiment in Fort Benning. Im Oktober 1940 wurde er zum Brigadier General befördert und zum Kommandeur des Trainingslagers in Camp Croft ernannt. Mit seiner Beförderung zum Major General erhielt er am 18. August 1941 das Kommando über die 4th Infantry Division. Im April 1943 wurde er zum Kommandeur des XIV Corps ernannt, das gegen die Japaner in New Georgia und Bougainville eingesetzt wurde. Im Frühjahr 1945 stieg er zum Lieutenant-General auf und führte sein Corps im Rahmen der 6. Armee unter General Krueger bei der Invasion auf den Philippinen. Seine Truppen waren im Februar und März 1945 in der Schlacht von Manila involviert.
Nach dem Tod von Generalleutnant Buckner nominierte ihn der Befehlshaber im Südwest-Pazifik, General MacArthur im Juni 1945 vorübergehend als neuen Befehlshaber der 10. Armee. Während der Schlacht von Okinawa erhielt dann aber General Joseph Stilwell diesen Posten.

### Nachkriegszeit
Nach dem Zweiten Weltkrieg kommandierte Griswold von 11. Juni 1946 bis 15. März 1947 die 7. Armee und von 15. März bis 14. April 1947 die 3. Armee.
Nach seiner Verabschiedung aus der Armee zog er im Oktober 1947 nach Colorado Springs und wurde Leiter des Eishockey und Eiskunstlaufcenters „Broadmoor Resort“. 
1948 fungierte er als Direktor der Athletic Events der nicht mehr existierenden Broadmoor Hotels Corporation. Gesundheitliche Probleme zwangen ihn in den Ruhestand, er verstarb 1959.